# Battle Arena Toshinden 2
Battle Arena Toshinden 2 est un jeu vidéo de combat développé par Tamsoft pour Takara et édité par Capcom sur système d'arcade ZN-1 en 1995. Il a été porté en 1996 sur plusieurs plates-formes,.

## Système de jeu
Toshinden 2 reprend les mécanismes du premier épisode en y ajoutant de nouveaux coups spéciaux. Chaque combattant possède également deux nouvelles furies, qui peuvent être exécutées une fois que la barre d'énergie nommée « Overdrive », est remplie au maximum. Deux nouveaux personnages s'ajoutent au casting, Tracy, une combattante qui se bat à l'aide de tonfas et Chaos, qui utilise une faux comme arme,. Le jeu propose également de changer la caméra en plein combat. La version PlayStation est publiée au Japon le 29 décembre 1995 et en juin 1996 en Europe.
Battle Arena Toshinden 2 est adapté et porté sur Sega Saturn sous le titre de Toshinden URA (Ultimate Revenge Attack), le jeu comprend de nouveaux personnages, des graphismes plus fins sur les personnages ainsi qu'une maniabilité plus accessible pour les joueurs,. Toshinden URA est publié sur Sega Saturn le 27 septembre 1996 au Japon , le 14 novembre 1996 aux États-Unis et le 6 février 1997 en Europe,,.

### Liste des personnages
- Eiji Shinjo
- Kayin Amoh
- Sofia
- Rungo Iron
- Fo Fai
- Mondo
- Duke B. Rambert
- Ellis
- Gaia [psx]
- Sho Shinjo [psx]
- Chaos [n]·[psx]
- Tracy [n]
- Ripper [n]·[sat]
- Ronron [n] [sat]
- Vermilion [d]·[psx]·[sat]
- Uranus [d]·[psx]
- Master [d]·[psx]
- Replicant [d]·[sat]
- Wolf [d]·[sat]

 ^ psx.  personnage exclusif à la version PlayStation 
 ^ sat.  Personnage exclusif à la version Sega Saturn 
 ^ n.  nouveau personnage 
 ^ d.  personnage déblocable